# Atletismo nos Jogos Pan-Americanos de 1979 - 200 m masculino
A prova dos 200 m masculino nos Jogos Pan-Americanos de 1979 foi realizada em San Juan, Porto Rico.

## Medalhistas
| Ouro                    | Prata                   | Bronze                         |
| Silvio Leonard CUB Cuba | James Gilkes GUY Guiana | Don Coleman USA Estados Unidos |

## Resultados
| Posição           | Nome              | Nacionalidade      | Tempo | Notas |
| ----------------- | ----------------- | ------------------ | ----- | ----- |
| Medalha de ouro   | Silvio Leonard    | CUB Cuba           | 20.37 |       |
| Medalha de prata  | James Gilkes      | GUY Guiana         | 20.46 |       |
| Medalha de bronze | Don Coleman       | USA Estados Unidos | 20.56 |       |
| 4                 | Altevir de Araújo | BRA Brasil         | 20.60 |       |
| 5                 | Floyd Brown       | JAM Jamaica        | 20.74 |       |
| 6                 | Desai Williams    | CAN Canadá         | 20.98 |       |
| 7                 | Osvaldo Lara      | CUB Cuba           | 21.00 |       |
| 8                 | Rudy Levarity     | BAH Bahamas        | 21.08 |       |